# Martial Massiani
Martial Massiani (1887-1968) est un journaliste et syndicaliste français qui fut président du Conseil général de la Seine (75), conseiller municipal de Neuilly-sur-Seine, et président du Syndicat des journalistes français de 1937 à 1947. 

## Biographie
Né le 1er juillet 1887 à Saint-Ouen, il a été secrétaire de rédaction du journal La Libre parole (1911-1914) puis rédacteur parlementaire. Ensuite rédacteur parlementaire au journal La Liberté, puis à L'Époque et rédacteur de La Presse régionale, il fut aussi correspondant à Paris de plusieurs journaux américains.
Au début des années 1930, lors de l'élaboration du statut de journaliste professionnel, il élabora une série de contre-propositions et d'amendements à la proposition de loi déposée par Henri Guernut et patronnée par le Syndicat national des journalistes, avec un député, le chanoine Jean-Marie Desgranges (1874-1958).
En compagnie d'André Chaumeix, Léon Bérard, Daniel Halévy, Maurice Colrat et Albert Dauzat, il a également participé à la création d'un cercle d'études formé par des journalistes professionnels pour la défense de la langue française dans la presse écrite et parlée, qui a pris le nom de « Cercle Richelieu ».
Lors des élections municipales d'octobre 1947 à Neuilly-sur-Seine, la liste d'Achille Peretti pour le Rassemblement du peuple français atteint 51,35 % des suffrages exprimés au premier tour et s'allie aux élus de la liste du maire sortant Charles Metman, dont fait partie Martial Massiani, qui rejoint alors le Rassemblement du peuple français.
Il est le neveu de Jean Guiraud, historien, spécialiste de l'histoire de l'Église et rédacteur en chef de La Croix de 1917 à 1939.
Il a épousé Anne-Marie Audollent, fille du doyen de la Faculté des lettres de Clermont-Ferrand.

## Odonymes

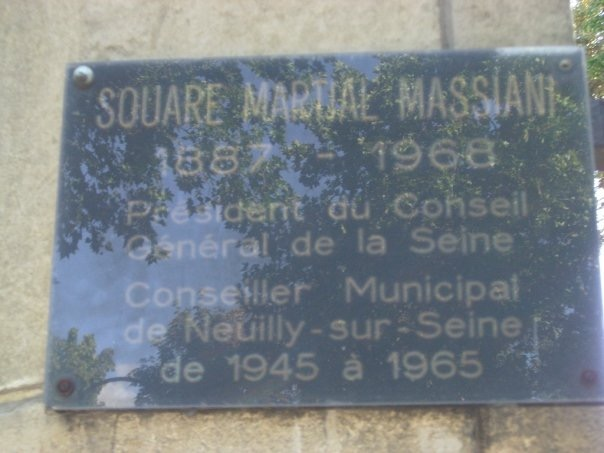
Plaque à l'entrée du square Martial Massiani de Neuilly-sur-Seine.

- Le square Martial-Massiani à Neuilly-sur-Seine[6], dont il fut conseiller municipal.